# Spoorlijn Coutances - Sottevast
De spoorlijn Coutances - Sottevast was een Franse spoorlijn van Coutances naar Sottevast. De lijn was 72,6 km lang en heeft als lijnnummer 417 000.

## Geschiedenis
De lijn werd geopend door de Compagnie des chemins de fer de l'Ouest op 27 januari 1884. Reizigersverkeer werd opgeheven op 31 mei 1970. Goederenverkeer tussen Lessay en La Haye-du-Puits was er tot 14 mei 1973, tussen Périers-en-Cotentin en Lessay tot 31 mei 1987 en tussen Coutances en Périers-en-Cotentin en tussen La Haye-du-Puits en Sottevast werd opgeheven op 24 januari 1988.

## Aansluitingen
In de volgende plaatsen is of was er een aansluiting op de volgende spoorlijnen:
Coutances
RFN 415 000, spoorlijn tussen Lison en Lamballe
La Haye-du-Puits
RFN 418 000, spoorlijn tussen Carentan en Carteret
RFN 419 300, raccordement tussen Baudreville en Saint-Sauveur-de-Pierrepont
Sottevast
RFN 366 000, spoorlijn tussen Mantes-la-Jolie en Cherbourg